# 杨赞禹
楊贊禹（?—?），字昭谟。虢州弘农（今河南省靈寶縣北）人。 
祖父楊虞卿，大和中，任京兆尹。父楊知退，官左散骑常侍。楊贊禹為唐昭宗大順元年（890年）庚戌科狀元，主考官是御史中丞裴贄。授長安縣尉，直弘文館，又官左拾遺。歷官左司郎中，集贤学士。餘事不詳。其弟杨赞图，為乾宁四年状元。